# 19P/Borrelly

Quỹ đạo của các sao chổi định kỳ, trong đó có quỹ đạo của sao chổi Borrelly.

Sao chổi Borrelly hoặc Borrelly's Comet (tên chính thức: 19P / Borrelly) là một sao chổi định kỳ, được tàu vũ trụ Deep Space 1 ghé thăm vào năm 2001. Sao chổi cuối cùng đã đến perihelion (điểm tiếp cận gần nhất với Mặt trời) vào ngày 28 tháng 5 năm 2015 và sẽ tiếp theo đến perihelion vào ngày 1 tháng 2 năm 2022. Hạt nhân của sao chổi, nhìn thấy trong hình ảnh liền kề, đặc biệt đáng chú ý vì có hình dạng giống như một cây bowling.

## Khám phá
Sao chổi được phát hiện bởi Alphonse Borrelly trong một cuộc tìm kiếm thông thường về sao chổi tại Marseille, Pháp vào ngày 28 tháng 12 năm 1904.

## Chuyến bay củaDeep Space 1

Quỹ đạo của Deep Space 1. Hồng: Deep Space 1, xanh lục: 9969 Braille, xanh lam đậm: Trái Đất, xanh lam nhạt: 19P/Borrelly.

Vào ngày 21 tháng 9 năm 2001, tàu vũ trụ Deep Space 1, được phóng để thử nghiệm thiết bị mới trong không gian, đã thực hiện một chuyến bay của Borrelly. Nó được lái về phía sao chổi trong nhiệm vụ mở rộng của tàu và trao phần thưởng bất ngờ cho các nhà khoa học nhiệm vụ. Bất chấp sự thất bại của một hệ thống giúp xác định hướng của nó, Deep Space 1 đã tìm cách gửi trở lại Trái đất, vào thời điểm đó, những hình ảnh đẹp nhất và dữ liệu khoa học khác từ sao chổi.